# Franz Mechsner
Franz Mechsner (* 22. Oktober 1953) ist ein deutscher Humanbiologe und Schriftsteller.

## Leben
Franz Mechsner studierte nach dem Abitur an der Universität Tübingen Biologie, Philosophie und Völkerkunde; er schloss dieses Studium 1984 mit der Diplomprüfung in Biologie ab. Als Forscher u. a. auf den Gebieten Gestalttheorie und Psychologie des Werkzeuggebrauchs war er am Max-Planck-Institut für Psychologische Forschung in München, am Hanse-Wissenschaftskolleg in Delmenhorst und am Institut für Arbeitsphysiologie der Universität Dortmund tätig. Er ist Verfasser zahlreicher, auch populärwissenschaftlicher Beiträge für deutsche und internationale Zeitschriften (u. a. Der Spiegel und Geo) und von belletristischen Texten. 1998 promovierte er an der Ludwig-Maximilians-Universität München zum Doktor der Humanbiologie. Mechsner war bis Mitte 2012 Lecturer an der Abteilung für Psychologie (School of Psychology and Sport Sciences) der Northumbria University im britischen Newcastle. Er hatte dort die Funktion des stellvertretenden Direktors des Cognition and Communication Research Centre inne.
Franz Mechsner gewann 1981 das Verlegerstipendium beim Ingeborg-Bachmann-Wettbewerb in Klagenfurt, 1982 erhielt er den Literaturpreis der Stadt Stuttgart. Die internationale Gesellschaft für Gestalttheorie und ihre Anwendungen zeichnete seine Forschungsarbeit Gestalt Factors in Human Movement Coordination im Wolfgang-Metzger-Award-Wettbewerb 2002 mit dem zweiten Preis aus (Volltext siehe Weblinks).

## Werke
- Vorwärtsrückwärts oder Das unheimlich totale Leben, List Verlag, München 1981, ISBN 3-471-78158-7.
- Eine Theorie der Kleinhirnfunktion, Dissertation, Medizinische Fakultät, München 1998.
- Gestalt Factors in Human Movement Coordination. Gestalt Theory 25 (4/2003), 225–245.
- zusammen mit Katharina Brichetti: Heilsame Architektur. Raumqualitäten erleben, verstehen und entwerfen, transcript, Bielefeld 2019, ISBN 978-3-8376-4503-3, (Reihe Architekturen; Band 48).